# Thomas Scott (politiker)
Thomas Scott, född 1739, död 2 mars 1796, var en amerikansk politiker och advokat. Han var ledamot av USA:s representanthus från Pennsylvania 1789-1791 och 1793-1795.